# 日本車輌製造製北アメリカ向け気動車
この項目では、日本の鉄道車両メーカーである日本車輌製造が北アメリカの鉄道路線向けに展開していた気動車について解説する。アメリカの安全基準や環境基準に基づいた設計を採用した車両で、2019年の時点で2つの鉄道事業者が運用している。日本車輌製造による公式のブランド名は存在しない。

## 開発までの経緯
行き過ぎたモータリーゼーションの弊害として生じた自動車による渋滞、都市環境の悪化への対策から、アメリカ合衆国やカナダなど北アメリカでは鉄道の見直しが進んでおり、鉄道を軸とした都市交通計画が積極的に推進されている。だが、直ぐに大規模な鉄道インフラを整備する事は難しいため、既存の貨物鉄道を整備した上で通勤列車を走らせる方法が最適だと考えられ、その中で非電化区間でも走行可能で、編成の組み換えが容易な気動車が注目されている。
既に2010年の時点でシーメンス（ドイツ）のデジロやシュタッドラー・レール（スイス）のGTWなど世界各国の鉄道車両メーカーの気動車が導入されており、アメリカ国内でもコロラド・レールカーや破産後にその業務を受け継いだUSレールカーが気動車の製造を手掛けていたが、アメリカの厳しい安全基準に加えて環境対策を施したディーゼルエンジンを搭載し、更に保守性も向上させた、北アメリカ市場向けの標準型気動車は存在していなかった。そこで日本車輌製造はこれらの条件を満たした気動車を開発し、住友商事を介して2010年から展開を実施した。

## 概要
車体はアメリカの耐衝撃性基準（Tier I）に準拠した設計になっており、車体はオーステナイト系ステンレス鋼、流線型の前面は繊維強化プラスチック（FRP）によって構成される。編成は片運転台式の車両を繋いだ2両編成を基準としており、以下の車種によって構成される。
- A車・B車 - 先頭は流線形・非貫通式。導入先によって車椅子対応のトイレの有無は異なる。
- C車 - 車椅子対応トイレ付きの先頭車。先頭は貫通式で、中間車としての運用も考慮されている。

エンジンはカミンズが開発・製造した、アメリカ合衆国環境保護庁（EDA）のTier 4やヨーロッパにおけるステージIIIBなどの環境基準を満たした"QSK19-R形"（567 kw、760 HP）を各車両の床下に1基搭載している。エンジンは6気筒式でコモンレール燃料噴射システムを採用し、環境対策に加えてアイドリング状態からの高速加速を実現させるための高速なトルク応答を備え、駅間距離が短い通勤路線でも十分な性能が発揮できる。エンジンの大きさも内蔵型電源モジュール内に収納できるほどに小型化され、車内レイアウトなどに支障をきたさない構造となっている。

## 導入

### ソノマ・マリン地区鉄道公社
アメリカ・カリフォルニア州のソノマ群とマリン郡を結ぶ通勤鉄道として2003年に設立されたソノマ・マリンエリア鉄道（Sonoma–Marin Area Rail Transit、SMART）は、2010年に最初の顧客として日本車輌製造製の気動車を18両発注した。そのうち実際に製造されたのは14両で、2017年の開業時から営業運転に用いられている。
編成はトイレが設置されている"A車"と自転車用ラックが設置されている"B車"を組み合わせた2両編成を基本としているが、先頭車を増結する事による3両編成も用いられている。車内には段差がなくバリアフリーに対応している他、開業時の時点で総延長69 kmという長距離を走る事からB車にはバーカウンターが設置されている。導入に関して、2016年7月に車両火災が発生した際にカミンズ製のエンジンのクランクシャフトに欠陥が見つかった結果、2017年4月までにエンジンを交換・修繕する作業が実施され、営業運転開始が当初より遅れた要因の1つとなった。

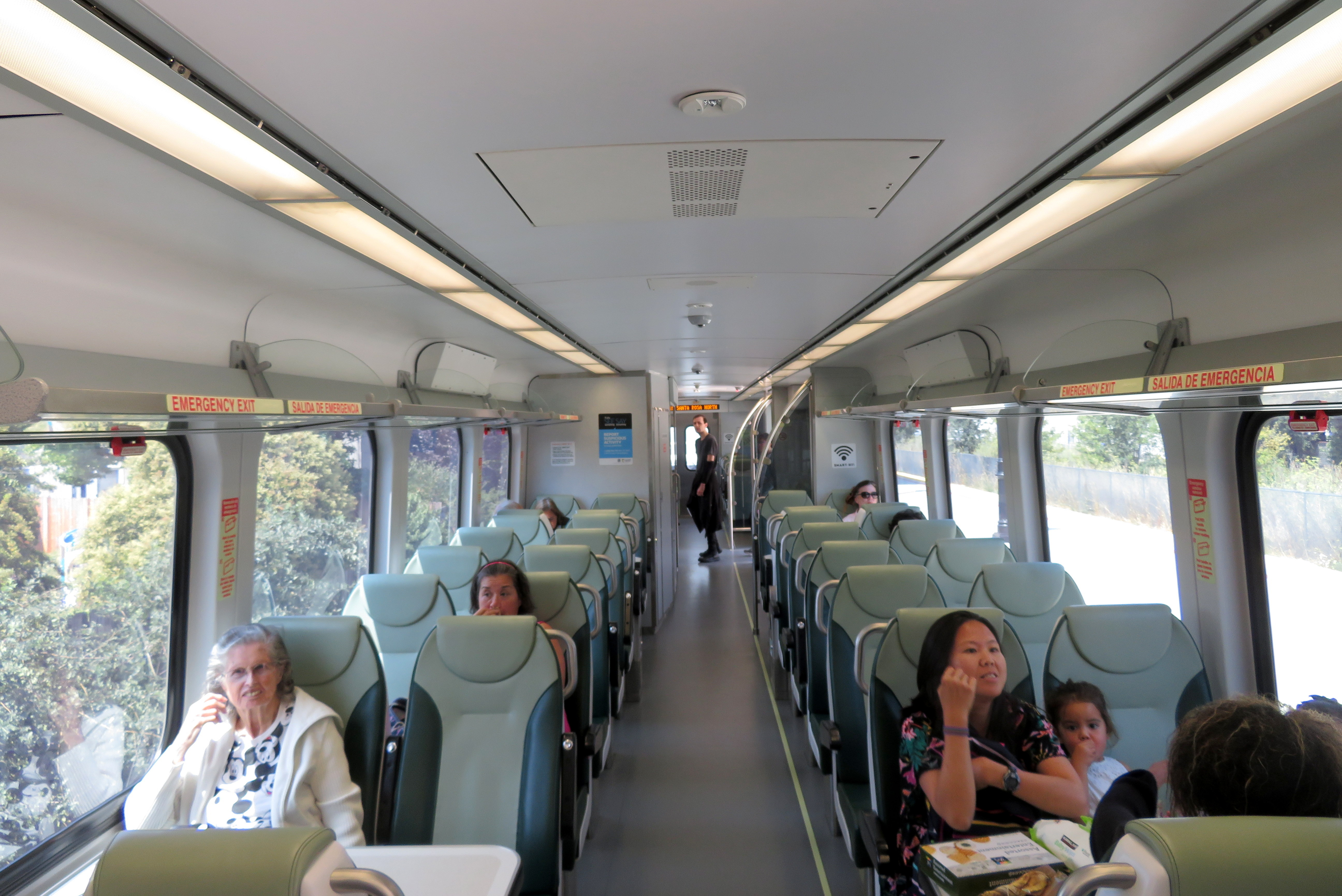
車内
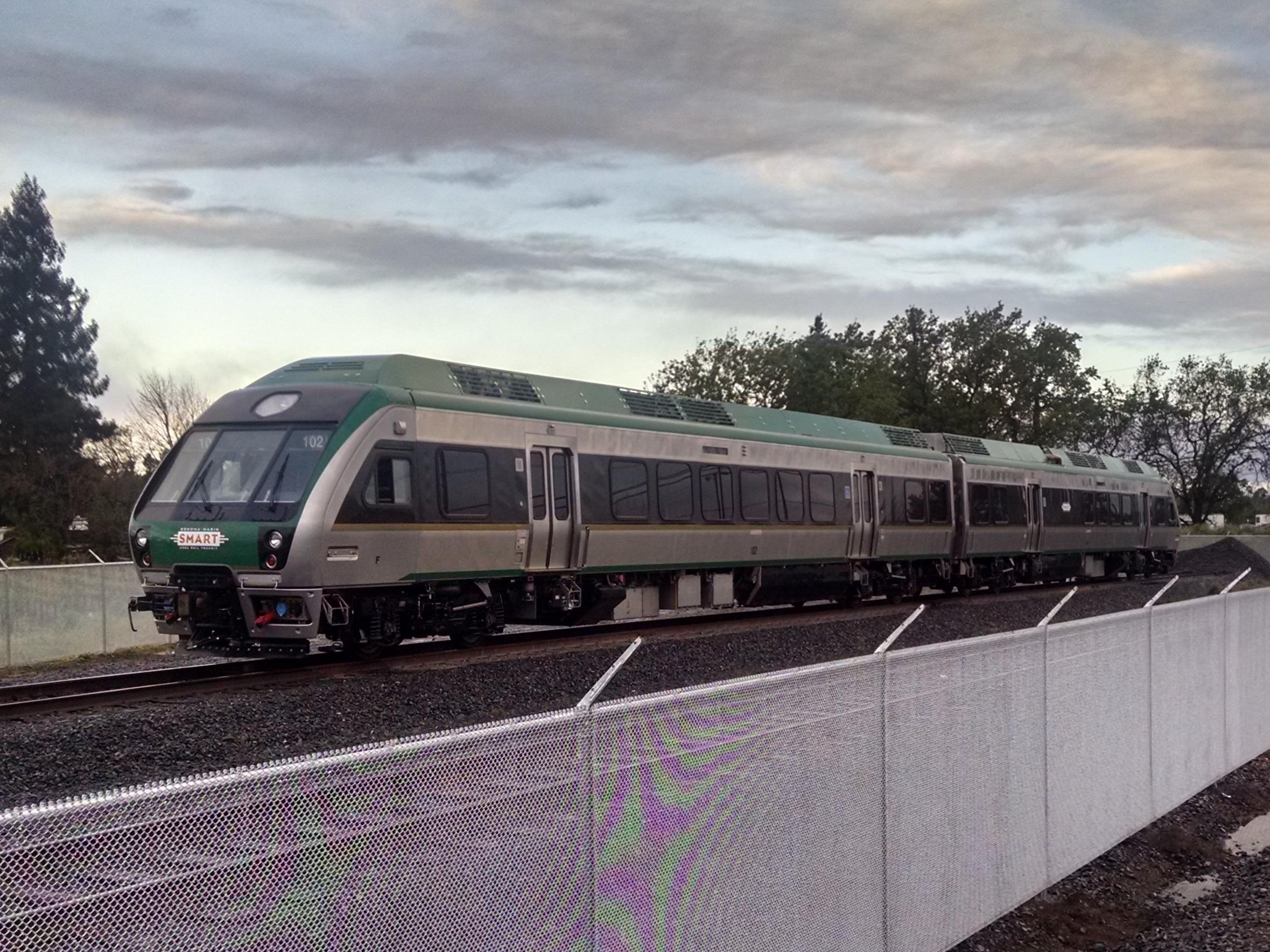
試運転中の気動車（2015年撮影）
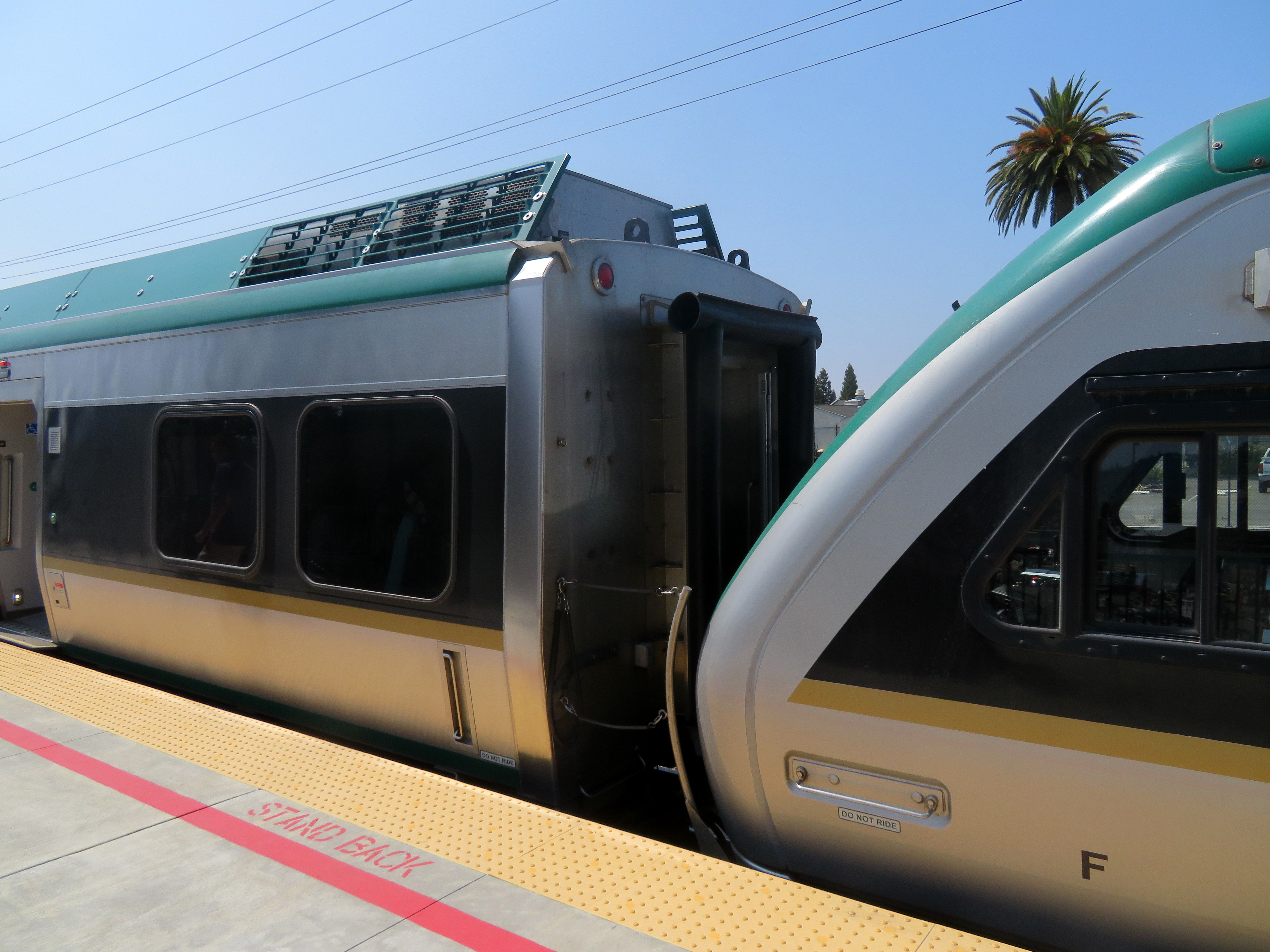
先頭車を増結した編成（2018年撮影）

### ユニオン・ピアソン・エクスプレス
2015年6月6日から営業運転を開始した、カナダ・トロント中心部とトロント国際空港を結ぶ、メトロリンクス（Metrolinx）が運営する空港連絡鉄道であるユニオン・ピアソン・エクスプレス（Union Pearson Express、UP Express）は、開業に合わせて日本車輌製造製気動車を導入している。編成は貫通扉付きの車両（C車）を中間に挟んだ3両編成（A車 + C車 + A車）が4本、2両編成（A車 + A車）が3本で、導入車両数は計18両となる。
SMART向け車両と比べて寒冷地を走るため、各種ヒーターの強化やスリップ防止用の設備など耐雪・耐寒性を重視した仕様となっている。内装についても、SMARTより短距離を走る事、空港連絡鉄道に用いられる車両である事から自転車用ラックやバーカウンターは設置されておらず、代わりにカナダの基準に基づいた荷棚や大型荷物を収納可能な荷物スペースが設置されている。列車便所は中間に連結されるC車に存在する。
ただし、導入開始の時点でユニオン・ピアソン・エクスプレスには将来的な路線電化の計画が存在しており、電化が完成した際は日本車両製造製気動車は電車によって置き換えられる予定となっている。

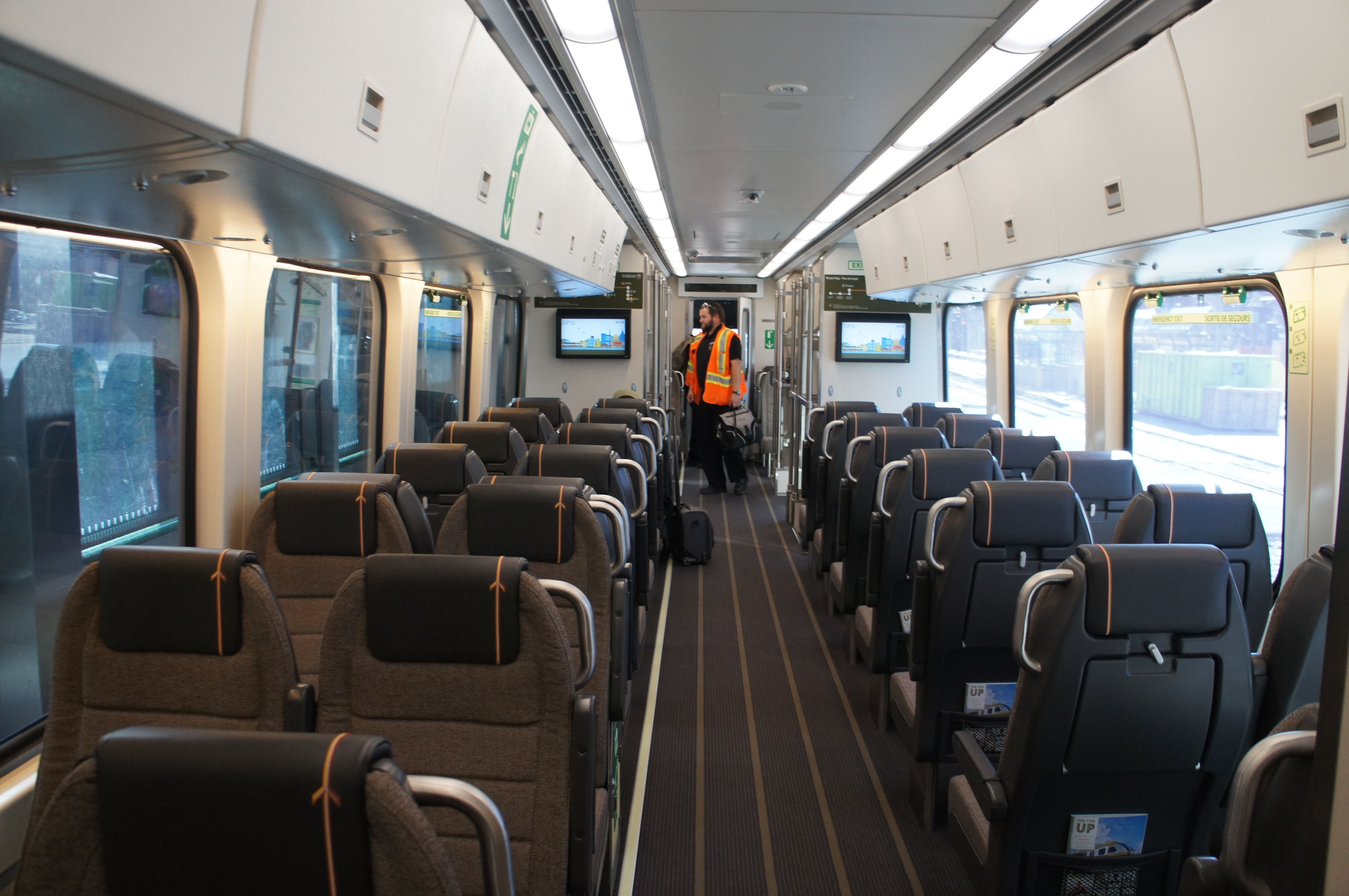
車内
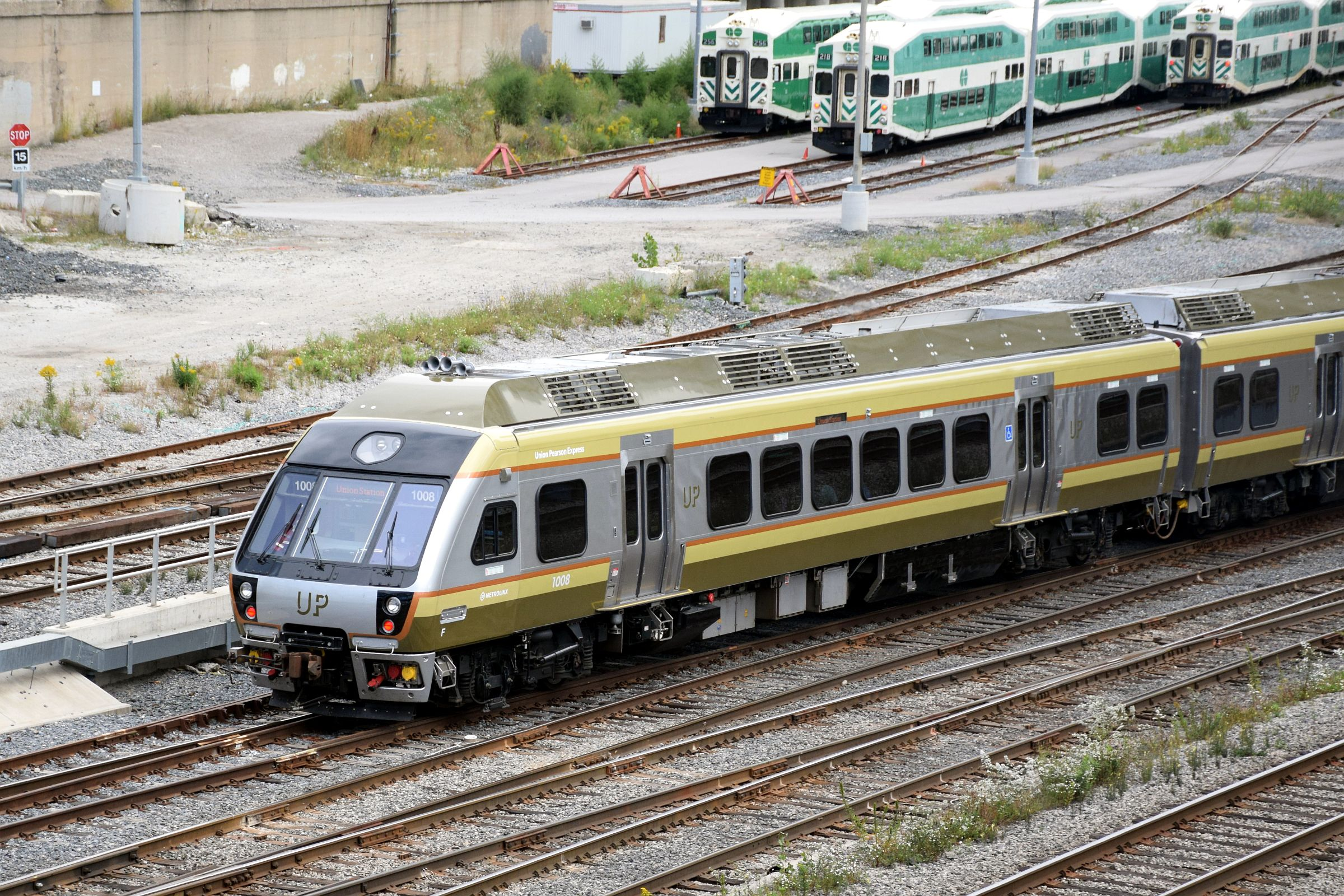
"A車"（2015年撮影）
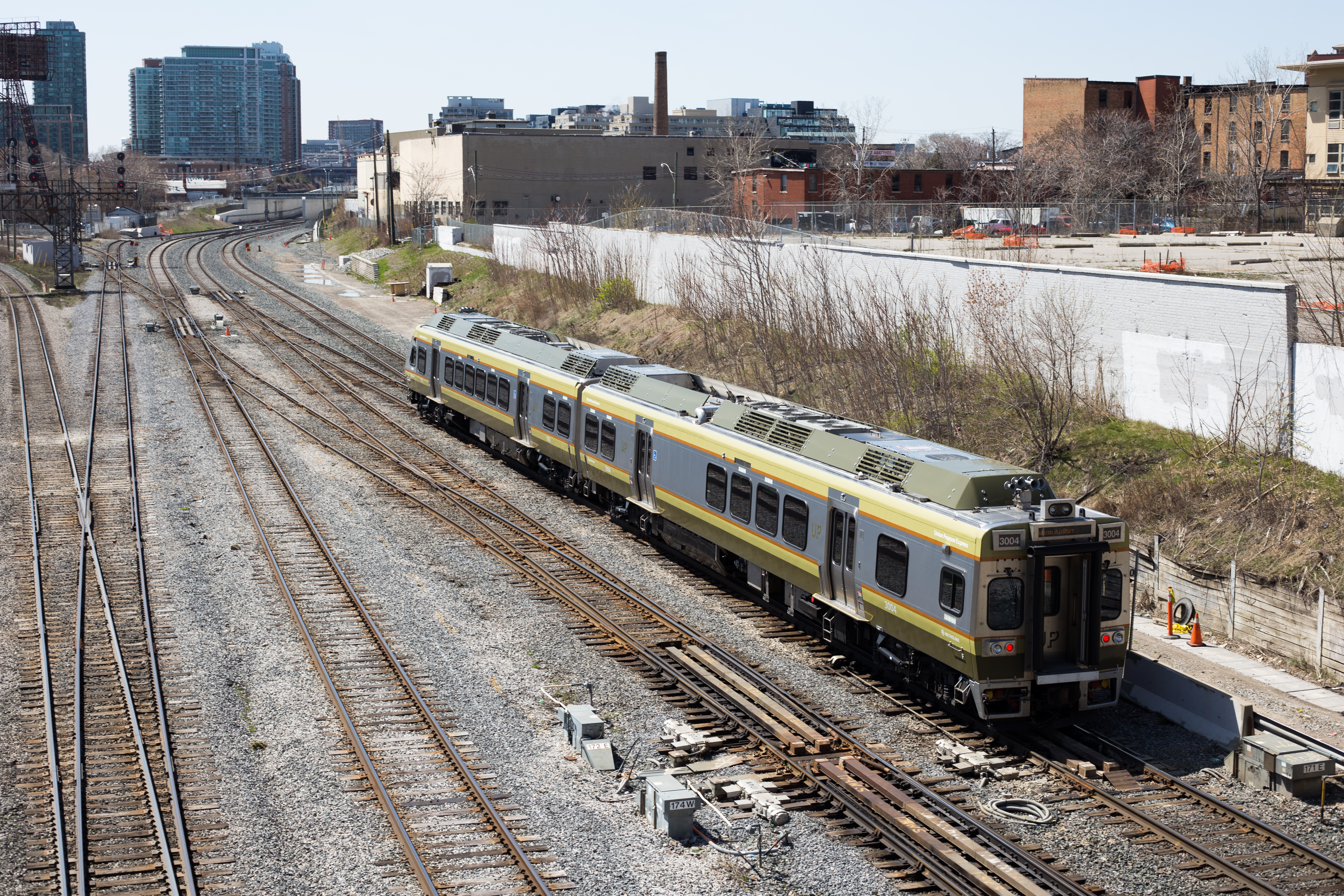
"C車"は先頭部に貫通扉が存在する（2016年撮影）
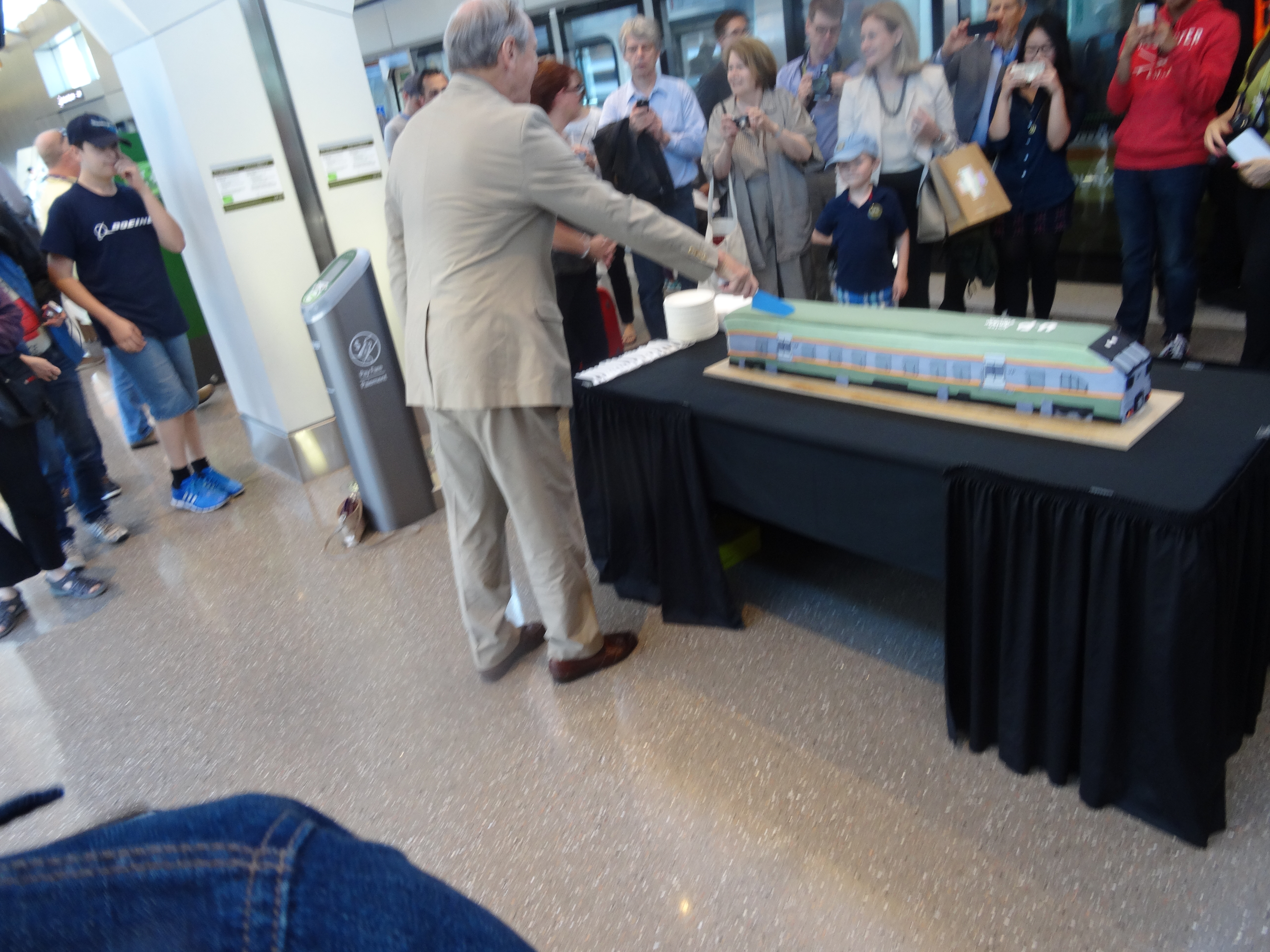
2015年6月6日の開通式には気動車を模したケーキが用意された

### その他
2014年の時点でトライメットやマサチューセッツ湾交通局も導入を検討していたが、実現する事は無かった。